# ISON (альбом)
| Совокупная оценка | Совокупная оценка |
| Источник          | Оценка            |
| ----------------- | ----------------- |
| Album of the Year | 80/100            |
| Оценки критиков   |                   |
| Источник          | Оценка            |
| Pitchfork         | 7.7/10            |
| PopMatters        | [ 3 ]             |
| Soul Feeder       | 7.5/10            |

ISON — дебютный студийный альбом иранско-голландской певицы Севдализы. Он был выпущен 26 апреля 2017 года на лейбле Twisted Elegance.

## Об альбоме
Альбом назван в честь кометы ISON, долгопериодической околосолнечной кометы. Альбом включает в себя две композиции из второго мини-альбома исполнительницы Children of Silk (2015), «Amandine Insensible» и «Marilyn Monroe», последний из которых был выпущен как четвёртый сингл с альбома 14 апреля 2017 года. «Human» был выпущен как сингл на 17 ноября 2016 года, за которым последовали «Hero» в качестве второго сингла 4 апреля 2017 года и «Hubris» в качестве третьего сингла на 12 апреля.
По словам Сары Ситкин, которая разработала обложку, она изображает Севдализу как мать самой себя, своих прошлых жизней и 16 песен альбома. 21 ноября 2017 года ISON был переиздан в цифровом формате с бонус-треком «Hear My Pain Heal», на который в тот же день был выпущен видеоклип.

## Список композиций
Слова и музыка всех песен — Севдализа и Маки.
| №                   | Название                | Музыка                        | Длительность |
| ------------------- | ----------------------- | ----------------------------- | ------------ |
| 1.                  | «Shahmaran»             | Sevdaliza Mucky               | 5:04         |
| 2.                  | «Libertine»             | Sevdaliza Mucky Mihai Puscoiu | 3:49         |
| 3.                  | «Marilyn Monroe»        | Sevdaliza Mucky Joel Dieleman | 3:29         |
| 4.                  | «Hubris»                | Sevdaliza Mucky Dieleman      | 4:05         |
| 5.                  | «Amandine Insensible»   | Sevdaliza Mucky Dieleman      | 4:14         |
| 6.                  | «Hero»                  | Sevdaliza Mucky Puscoiu       | 3:59         |
| 7.                  | «Scarlette»             | Sevdaliza Mucky Puscoiu       | 3:12         |
| 8.                  | «Bluecid»               | Sevdaliza Mucky               | 4:29         |
| 9.                  | «Loves Way»             | Sevdaliza Dieleman            | 6:54         |
| 10.                 | «Human»                 | Sevdaliza Mucky               | 3:12         |
| 11.                 | «Do You Feel Real»      | Sevdaliza                     | 2:29         |
| 12.                 | «The Language of Limbo» | Sevdaliza Mucky Dieleman      | 3:47         |
| 13.                 | «Replaceable»           | Sevdaliza Dieleman Mucky      | 3:54         |
| 14.                 | «Grace»                 | Sevdaliza Mucky               | 3:56         |
| 15.                 | «When I Reside»         | Sevdaliza Mucky               | 2:19         |
| 16.                 | «Angel»                 | Sevdaliza Leon Den Engelsen   | 7:03         |
| Общая длительность: | Общая длительность:     | Общая длительность:           | 65:55        |

| №                   | Название            | Длительность |
| ------------------- | ------------------- | ------------ |
| 17.                 | «Hear My Pain Heal» | 3:57         |
| Общая длительность: | Общая длительность: | 69:52        |

## Чарты
| Чарт (2017)                | Высшая позиция |
| -------------------------- | -------------- |
| Нидерланды (Album Top 100) | 192            |